# ایاچی، کالیفرنیا
ایاچی (به انگلیسی: Hiouchi) یک منطقهٔ مسکونی در ایالات متحده آمریکا است که در شهرستان دل نورت، کالیفرنیا واقع شده‌است. ایاچی ۱٫۵۰۲ کیلومتر مربع مساحت و ۳۰۱ نفر جمعیت دارد و ۵۲ متر بالاتر از سطح دریا واقع شده‌است.